# Чемпионат СССР по волейболу среди мужчин 1938
V чемпионат СССР по волейболу среди клубных команд ДСО и ведомств проходил с 26 по 30 августа 1938 года в Москве (РСФСР).
Первый чемпионат СССР, проведённый для команд ДСО и ведомств. Финальному турниру предшествовали отборочные зональные соревнования в различных городах страны.
В финал вышли 6 команд из трёх союзных республик: РСФСР («Спартак» Москва, «Спартак» Ленинград, «Рот-Фронт» Москва), УССР («Здоровье» Харьков, «Пищевик» Киев), «Наука» Тбилиси.
Впервые победу отпраздновали волейболисты Ленинграда — команда «Спартак». Студенты из Тбилиси — «Наука» — стали вторыми. Московские спартаковцы остались третьими.

## Результаты
Все матчи прошли в Москве на теннисном стадионе ЦДСА.
|                        | 1   | 2   | 3   | 4   | 5   | 6   | И | В | П | С/П  | О  |
| ---------------------- | --- | --- | --- | --- | --- | --- | - | - | - | ---- | -- |
| 1. «Спартак» Ленинград |     | 2:0 | 2:0 | 2:0 | 2:0 | 2:0 | 5 | 5 | 0 | 10:0 | 10 |
| 2. «Наука» Тбилиси     | 0:2 |     | 2:0 | 2:0 | 2:0 | 2:0 | 5 | 4 | 1 | 8:2  | 9  |
| 3. «Спартак» Москва    | 0:2 | 0:2 |     | 2:1 | 2:0 | 2:0 | 5 | 3 | 2 | 6:5  | 8  |
| 4. «Рот-Фронт» Москва  | 0:2 | 0:2 | 1:2 |     | 2:1 | 2:0 | 5 | 2 | 3 | 5:7  | 7  |
| 5. «Здоровье» Харьков  | 0:2 | 0:2 | 0:2 | 1:2 |     | 2:1 | 5 | 1 | 4 | 3:9  | 6  |
| 6. «Пищевик» Киев      | 0:2 | 0:2 | 0:2 | 0:2 | 1:2 |     | 5 | 0 | 5 | 1:10 | 5  |

## Призёры
«Спартак» (Ленинград): Пётр Арешев, Михаил Балазовский, Алексей Барышников, В. Сударевский, Илья Филановский, Александр Щербин, Анатолий Эйнгорн, Виктор Яшкевич.
 «Наука» (Тбилиси): Людвиг Авалян, Константин Акопов, Сергей Арахчян, Гиви Ахвледиани, Константин Ломинадзе, Алексей Якушев.
 «Спартак» (Москва): Борис Адамов, Евгений Алексеев, Александр Маментьев, Владимир Михейкин, Анатолий Чинилин, Владимир Щагин.